# Фудбалска репрезентација Ирака
Фудбалска репрезентација Ирака представља Ирак на међународним фудбалским такмичењима и под контролом је фудбалске федерације Ирака. Највећи успех им је победа на АФК азијском купу 2007. године.